# Поетапно планиране
Методи за планиране:
1. Календарни графици- показват развитието на цялостния процес във времето и пространството. Те обхващат всички работи по изграждането на обектите. Проектиране, подготвителни работи, изпробване, пускане в действие и благоустройнствени работи.
2. Мрежови модели
а. ориентирани на работа и събития
б. ориентирани на работа (Precedence Method)
Поетапно планиране или планиране на принципа на вълната е метод за планиране на проекти, в който твърди планове се правят само за най-близкото бъдеще. Планирането за всеки следващ период се прави когато неговото начало наближи.
Този тип планиране е сходен с гъвкавите методологии за разработка на софтуер по това, че се набляга на адаптивността за сметка на дългосрочното планиране.

## Пример
По-долу е показана примерна времева диаграма на планиране на принципа на вълната.
|              |              | 3. Планиране |    |    |    |    |    |    |
|              | 2. Планиране |              |    |    |    |    |    |    |
| 1. Планиране |              |              |    |    |    |    |    |    |
| t0           | t1           | t2           | t3 | t4 | t5 | t6 | t7 | t8 |

## Критика
С планирането по метода на вълната става много по-трудно стратегическото планиране, т.к. липсва яснота за далечната перспектива пред проекта и организацията.
|  | Тази страница частично или изцяло представлява превод на страницата Rollierende Planung в Уикипедия на немски. Оригиналният текст, както и този превод, са защитени от Лиценза „Криейтив Комънс – Признание – Споделяне на споделеното“, а за съдържание, създадено преди юни 2009 година – от Лиценза за свободна документация на ГНУ. Прегледайте историята на редакциите на оригиналната страница, както и на преводната страница, за да видите списъка на съавторите. ВАЖНО: Този шаблон се отнася единствено до авторските права върху съдържанието на статията. Добавянето му не отменя изискването да се посочват конкретни източници на твърденията, които да бъдат благонадеждни. |